# Hojo Yoshitoki
Hojo Yoshitoki (Japans: 北条義時) (1163 - 1 juli 1224) van de Hojo-clan was de tweede shikken (regent) van het Japanse Kamakura-shogunaat en tokuso (hoofd van de Hojo-clan). Hij was de oudste zoon van de eerste shikken Hojo Tokimasa en diens vrouw Hojo no Maki. Hij heerste van het aftreden van zijn vader Tokimasa in 1205 tot zijn dood in 1224. 

## Vroege jaren (1163-1183)
Hojo Yoshitoki werd in 1163 geboren als de oudste zoon van Hojo Tokimasa en diens vrouw Hojo no Maki. Hij had toen reeds een oudere zus, Hojo Masako. Later zou hij nog een jongere broer krijgen, Hojo Tokifusa, en een zus wier naam tegenwoordig onbekend is. De Hojo-clan had in deze periode de controle over de provincie Izu. Verder was Yoshitoki, als lid van de Hojo-clan, een afstammeling van de machtige Taira-clan en tevens van de keizerlijke familie. 
De Taira, onder Taira no Kiyomori, hadden in deze jaren hun macht in Kioto, de keizerlijke hoofdstad, verstevigd en hun concurrenten van de Minamoto-clan verdreven. Minamoto no Yoshitomo, hoofd van de Minamoto, werd geëxecuteerd, en zijn zonen die niet gedood werden werden ofwel in een klooster weggestopt of verbannen. Zowel de voormalige keizer Go-Shirakawa, als zijn zoon keizer Nijo (een stroman), bevonden zich in Kioto. Minamoto no Yoritomo, de erfgenaam van Yoshitomo, werd verbannen naar de provincie Izu, naar de gebieden van de Hojo. Zijn broers Minamoto no Yoshitsune en Minamoto no Noriyori werden gedwongen opgenomen in kloosters nabij Kioto.
Yoshitoki was vanaf zijn geboorte de aangewezen opvolger van zijn vader als hoofd van de Hojo-clan in Izu. Hij had een hechte relatie met zijn broers en zussen, vooral zijn zus Masako, die erg jongensachtig was en samen met de mannen at in plaats van met haar zus en moeder.  
In 1179 werd de zus van Yoshitoki, Masako, verliefd op Minamoto no Yoritomo, en ze trouwden. Het huwelijk had de steun van de jonge erfgenaam Yoshitoki. Masako en Yoritomo kregen in 1180 en dochter, O-Hime. Datzelfde jaar had prins Mochihito, een zoon van keizer Go-Shirakawa, het helemaal gezien met de Taira regering. Hij geloofde dat hem de troon was onthouden slechts zodat zijn neef keizer Antoku, die half Taira was, op de troon kon komen. Hij riep de leiders van de Minamoto over heel Japan op om de Taira omver te werpen. 
Yoritomo beantwoordde de oproep, en hij kreeg de steun van  Yoshitoki, Masako, Tokimasa, en de gehele Hojo-clan. Zijn halfbroers Yoshitsune en Noriyori voegden zich bij hem. Yoritomo richtte zijn kamp op ten oosten van Izu in Kamakura, in de provincie Sagami. De Genpei-oorlog was begonnen en de vader van Yoshitoki gaf hem de opdracht Yoritomo zo veel mogelijk te steunen. Het jaar daarop, in 1181, overleed Taira no Kiyomori en hij werd opgevolgd door zijn zoon Taira no Munemori. 
In 1182 trouwde de toen negentienjarige Yoshitoki. De identiteit van zijn vrouw is tegenwoordig onbekend. Wat wel bekend is is dat ze in 1183 hun eerste kind kregen, Hojo Yasutoki, die later zijn vader op zou volgen als leider van de Hojo-clan. Het jaar daarvoor kregen Yoritomo en Masako een zoon, Minamoto no Yoriie, die erfgenaam werd van de Minamoto-clan. In 1183 viel de neef en rivaal van Yoritomo, Minamoto no Yoshinaka, Kioto binnen en verdreef de Taira (en de jonge keizer Antoku). Yoshinaka werd op zijn beurt uit Kioto verdreven door Yoshitsune in naam van Yoritomo. De Minamoto plaatsen vervolgens keizer Go-Toba op de troon.

## De weg naar de macht (1185-1205)
In 1185 eindigde de Genpei-oorlog  toen de Minamoto de Taira versloegen in de slag bij Dan no Ura, waarbij het merendeel van de leiders van de Taira gedood werden of zelfmoord pleegden (waaronder keizer Antoku die zou zijn verdronken). De Minamoto hadden nu de controle over Japan, en vestigden hun thuisbasis in Kamakura. Hiermee kwamen de Hojo in een machtspositie. Datzelfde jaar werd Hojo Tokimasa door de voormalige keizer Go-Shirakawa benoemd tot jito en shugo.
In 1192 benoemde voormalig keizer Go-Shirakawa (die later dat jaar zou overlijden) Yoritomo tot shogun. Datzelfde jaar kregen Masako en Yoritomo een tweede zoon, Minamoto no Sanetomo. Yoritomo overleed in 1199. Masako werd een non, maar hield zich nog steeds bezig met politiek. Yoshitoko bereidde zich voor om zijn vader op te volgen. 
Hojo Tokimasa werd regent (shikken) voor shogun Yoriie, de zoon van Yoritomo. Yoriie mocht de Hojo-clan niet echt en prefereerde de familie van zijn schoonvader, de Hiki-clan onder Hiki Yoshikazu. Yoshitoki, Masako, en Tokimasa zaten de raad van regenten voor in 1200 om Yoriie te helpen met het regeren van het land. Yoriie vertrouwde de Hojo echter niet en in 1203 beraamde hij samen met Yoshikazu een aanslag op Tokimasa. Masako kwam hierachter en informeerde haar vader. Tokimasa liet Yoshikazu in 1203 ter dood brengen. In de ophef kwam ook de zoon en erfgenaam van Yoriie om, Minamoto no Ichiman. Yoriie, die nu alleen stond, trad in 1203 af, ging in Izu wonen, en werd in 1204 in opdracht van Tokimasa gedood. 
Minamoto no Sanetomo, de tweede zoon van Yoritomo werd nu shogun. Tokimasa regeerde wederom als regent. Wederom kwam de shogun in conflict met de Hojo en Tokimasa maakte plannen hem te doden. Tijdens deze periode werd een zekere Hatakeyama Shigetada, een schoonbroer van Yoshitoki die met zijn zus (niet Masako) was getrouwd, geëxecuteerd door de mannen van Tokimasa, op valse aanklachten van verraad. Yoshitoki was hecht geweest met hem en begon zijn vader te wantrouwen. Tokimasa had verder plannen om Sanetomo te doden. Masako en Yoshitoki riepen hun vader op af te treden, of ze zouden in opstand komen. Tokimasa schoor zijn hoofd en werd een monnik. Hij trok zich terug in een klooster in Kamakura, waar hij tot zijn dood in 1215 zou blijven.
Yoshitoki volgde zijn vader Tokimasa op als shikken (regent).

## Regentschap en dood (1205-1224)
De regeringsperiode van Yoshitoki was relatief rustig en zonder opvallende gebeurtenissen, tot de laatste jaren van zijn regime. Hij werd bijgestaan door zijn zus Masako. In 1218 stuurde shikken Yoshitoki zijn zus Masako naar Kioto om voormalig keizer Go-Toba te vragen of een van zijn zonen, prins Nagahito, erfgenaam kon worden van shogun Sanetomo, die geen kinderen had. Ze werd geweigerd.
In 1219 werd shogun Sanetomo vermoord door zijn neef, de zoon van shogun Yoriie, die later zelf werd gedood. Hiermee stierf de deze tak van de Minamoto-clan - de Seiwa Genji - uit. Nog datzelfde jaar koos shikken Yoshitoki een verre Minamoto verwant als shogun, Kujo Yoritsune, een lid Kujo-clan een tak van de Fujiwara-clan. 
In 1221 vond de Jokyu-oorlog plaats. Voormalige keizer Go-Toba, gedesillusioneerd met de Hojo, verklaarde shikken Yoshitoki buiten de wet en wenste hem geëxecuteerd. Kioto was aldus in open opstand, en Yoshitoki stuurde zijn troepen, onder bevel van zijn zoon Hojo Yasutoki naar de hoofdstad. De stad werd datzelfde jaar nog ingenomen. Masako hielp bij het ontdekken van het complot. Go-Toba werd verbannen naar de Oki-eilanden.
In 1224 overleed Hojo Yoshitoki plotseling door een ziekte. Hij was toen 61 jaar oud. Hij werd opgevolgd door zijn zoon Hojo Yasutoki, als de derde shikken. Zijn zus Masako zou hem een jaar overleven alvorens te overlijden in 1225 op de leeftijd van 69 jaar.